# Mormodes lancilabris
Mormodes lancilabris är en orkidéart som beskrevs av Guido Frederico João Pabst. Mormodes lancilabris ingår i släktet Mormodes och familjen orkidéer.
Artens utbredningsområde är Panamá. Inga underarter finns listade i Catalogue of Life.